# Grünbach (Wels)
Der Grünbach, gelegentlich auch Welser Grünbach genannt, ist ein Bach in Oberösterreich, der fast zur Gänze im Bezirk Wels-Land und der Stadt Wels verläuft. Er hat keinen Abfluss zu einem anderen Fluss, wie andere aus dem Inn- und Hausruckviertler Hügelland stammende Bäche durchfließt er noch die Hochterrasse der Traun, versickert dann aber auf der Niederterrasse.

## Verlauf
Der Grünbach entspringt in Obergrünbach in der Gemeinde Gaspoltshofen, fließt anschließend durch die Gemeindegebiete von Bachmanning und Pennewang weiter nach Nordosten durch Offenhausen, von dort weiter Richtung Südosten und nimmt bei Baumgarting (Gemeinde Gunskirchen) den Irnhartingerbach auf. Er fließt weiter durch die nördlichen Stadtteile von Wels. Früher versickerte er in der Welser Heide, heute wird er in Wels-Puchberg nahe der Gemeindegrenze zu Marchtrenk in ehemalige Schottergruben geleitet und dort zur Versickerung gebracht.
Nominell gehört er zum System der Traun, und zwar zum Welser Mühlbach.

## Wasserführung

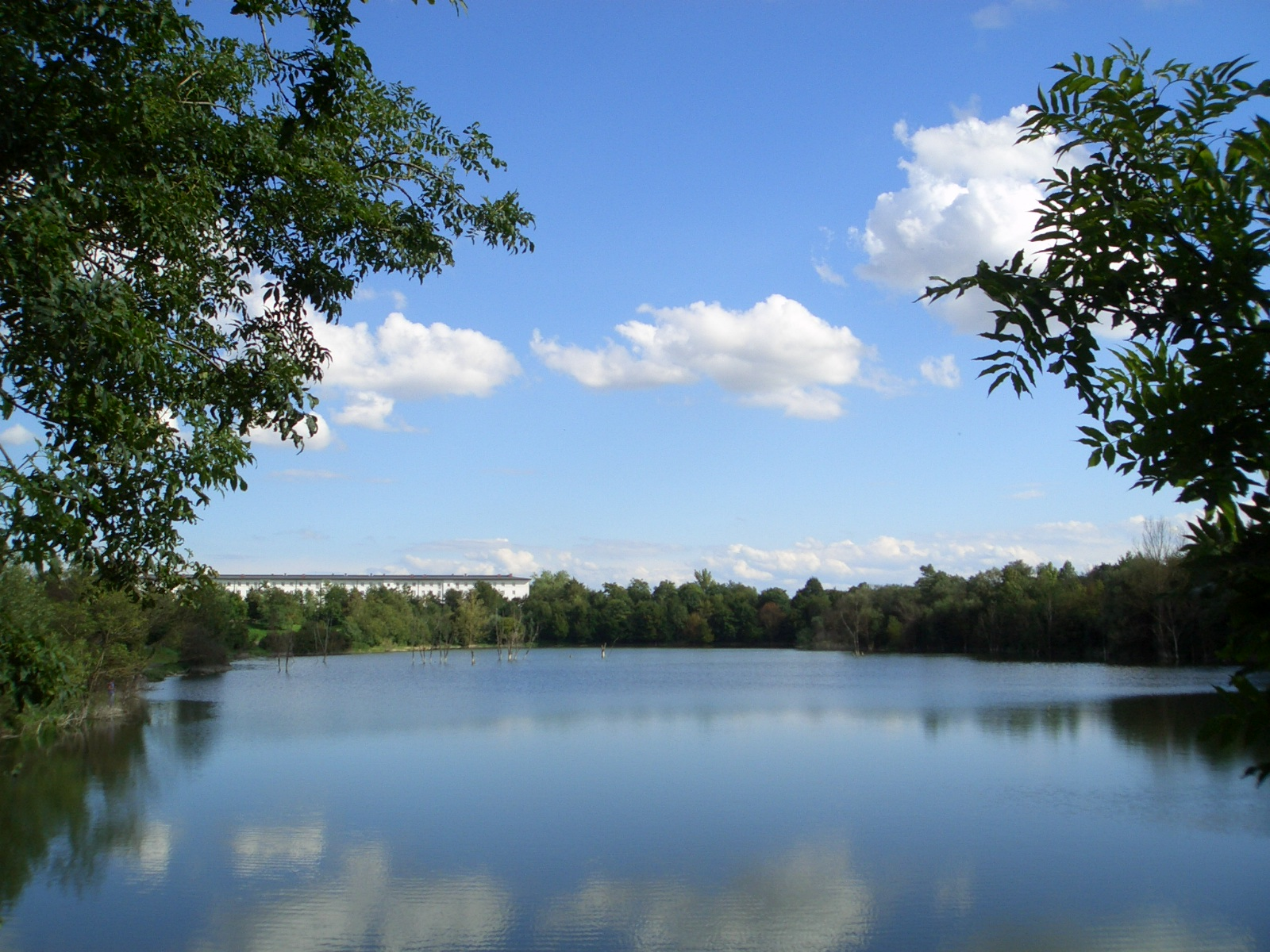
Die durch den Grünbach überschwemmte Freizeitanlage Wimpassing (2006)

Normalerweise führt der Bach wenig Wasser, der mittlere Abfluss am Pegel Baumgarting beträgt 0,45 m³/s, das entspricht einer Abflussspende von nur 9,5 l/s·km². Allerdings kann er bei Hochwasser nach Starkniederschlägen, sowohl aufgrund des fehlenden Abflusses als auch dem Fehlen natürlicher Rückhaltebecken, gefährlich werden.
Derzeit wird in diesen Fällen das überschüssige Wasser in die in einer ehemaligen Schottergrube gelegene Freizeitanlage Wimpassing im Welser Stadtteil Wimpassing geleitet. Eine ältere Hochwasser-Abfanganlage existiert nördlich von Gunskirchen. Es gibt daher Überlegungen, bei Hochwasser den Bach schon in Gunskirchen in eine Schottergrube zu leiten oder ihn in die Traun abzupumpen.

## Wasserqualität
Bis in die 1980er Jahre war der Grünbach durch eine inzwischen verlegte Gerberei in Offenhausen übermäßig mit Chrom belastet, der Chromgehalt zählte zu den europäischen Spitzenwerten.
Mit Stand 2007 weist der Grünbach durchgehend Gewässergüteklasse II auf.